# Bruce Rowland (trumslagare)
Bruce Rowland, född 22 maj 1941 i Park Royal i Brent i London, död 29 juni 2015, var en brittisk trummis som bland annat spelat med Joe Cocker och Fairport Convention. Rowland var trummis på originalinspelningen av Jesus Christ Superstar.